# 舍夫琴科韋 (巴赫馬奇區)
51°0′28″N 32°51′23″E / 51.00778°N 32.85639°E
舍夫琴科韋（烏克蘭語：Шевченкове），是烏克蘭北部的村莊，隸屬切爾尼希夫州的尼任區。該村面積0.24平方公里，海拔高度133米，2006年人口70，人口密度每平方公里291.7人。